# Ōe-Kenzaburō-Preis
Der Ōe-Kenzaburō-Preis (jap. 大江健三郎賞, Ōe-Kenzaburō-shō) ist ein Literaturpreis, der seit 2006 anlässlich zweier Ereignisse vom Verlag Kōdansha vergeben wird. Zum einen wird mit der Preisvergabe des 100-jährigen Bestehens des Verlages gedacht, zum anderen der 50-jährigen Schriftstellerkarriere Kenzaburō Ōes. Die Auswahl des Gewinners obliegt alleinig Ōe. Anstelle eines Preisgeldes wird das ausgezeichnete Werk in eine andere Sprache, wie Englisch, Deutsch oder Französisch übersetzt. Anstelle einer Auswahlbegründung und Werkkritik findet ein öffentliches Gespräch zwischen Ōe und dem Preisträger statt, das in der Literaturzeitschrift Gunzō abgedruckt wird. 

## Preisträger
- 2007 Nagashima Yū für Yūko-chan no chikamichi (夕子ちゃんの近道)
- 2008 Okada Toshiki für Watashitachi ni yurusareta tokubetsu na jikan no owari (わたしたちに許された特別な時間の終わり), deutsch: Die Zeit die uns noch bleibt, S.Fischer 2012.
- 2009 Andō Reiji für Hikari no mandara, Nihon bungaku-ron (光の曼荼羅　日本文学論)
- 2010 Nakamura Fuminori für Suri (掏摸)
- 2011 Hoshino Tomoyuki für Ore ore (俺俺)
- 2012 Wataya Risa für Kawaisō da ne? (かわいそうだね？)
- 2013 Motoya Yukiko für Arashi no pikunikku (嵐のピクニック)
- 2014 Iwaki Kei für Sayōnara, orenji (さようなら、オレンジ)